# Mărășești, Suceava

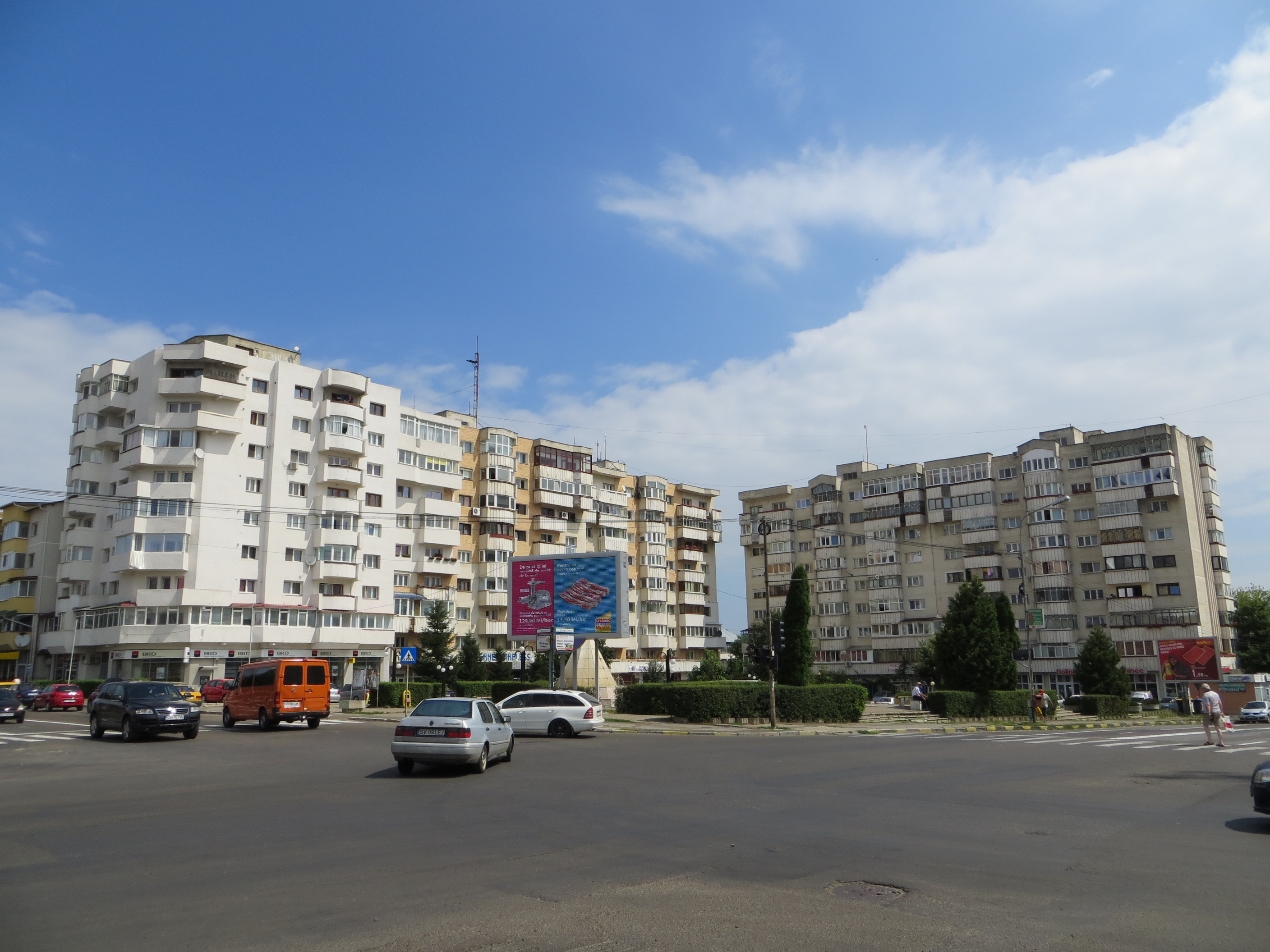
Blocuri de locuințe situate în apropiere de intersecția străzilor Mărășești și Mărăști

Mărășești (sau Zamca II) este un cartier al municipiului Suceava, care se întinde în partea de est a zonei centrale și în partea de nord a cartierului Areni. Este străbătut pe direcția nord-sud de strada Mărășești, o importantă cale rutieră a Sucevei.
Cartierul Zamca II este despărțit de Zamca I (mai cunoscut sub denumirea simplă Zamca) de bulevardul George Enescu. La limita între ele a fost ridicată în perioada 1991–2015 Catedrala ortodoxă Nașterea Domnului, construcție impunătoare, cu o înălțime de peste 80 de metri, fiind al treilea cel mai înalt edificiu religios din România (după Catedrala Mântuirii Neamului și cea din Timișoara). Din proximitatea catedralei pornește strada Mărăști, legătura directă către centrul orașului.
Mărășești constituie o zonă rezidențială mixtă, de blocuri și case. Pe strada care dă numele cartierului, în curtea Școlii Gimnaziale nr. 3, se află grupul statuar „Mama și școlarul”, monument din bronz realizat de către sculptorul Ion Jalea și dezvelit în anul 1977.